# HMAS Stuart (FFH 153)
Pour les articles homonymes, voir HMAS Stuart.
Le HMAS Stuart (FFH 153) est une frégate de classe Anzac de la Royal Australian Navy (RAN). Elle a été construite à Williamstown, dans l’État de Victoria, et mise en service dans la RAN en 2002. 

## Conception et construction
L’origine de la classe Anzac est le plan de la RAN visant à remplacer les six destroyers d’escorte de classe River par une frégate de patrouille de capacité moyenne,,. L’industrie australienne de la construction navale était considérée comme incapable de concevoir des navires de guerre, alors la RAN a décidé de prendre une conception étrangère éprouvée et de la modifier,. À peu près à la même époque, la Royal New Zealand Navy (RNZN) cherchait à remplacer ses quatre frégates de classe Leander. Une détérioration des relations entre la Nouvelle-Zélande et les États-Unis, la nécessité d’améliorer les alliances avec les pays voisins et les points communs entre les exigences des navires de la RAN et de la RNZN ont conduit les deux nations à commencer à collaborer en 1987 en vue de l’acquisition des nouveaux navires,. Un appel d'offres a été lancé par l’Anzac Ship Project à la fin de 1986, avec 12 modèles de navires (dont un dirigeable) proposés,. En août 1987, les candidats de l’appel d’offres ont été réduits à la conception MEKO 200 de Blohm + Voss, à la classe M (plus tard classe Karel Doorman) proposée par Royal Schelde et à une frégate de type 23 de taille réduite proposée par Yarrow Shipbuilders,. En 1989, le gouvernement australien a annoncé que le constructeur naval AMECON basé à Melbourne (qui est devenu Tenix Defence) construirait le modèle MEKO 200 modifié,,. Les Australiens commandèrent huit navires, tandis que la Nouvelle-Zélande en commanda deux, avec une option non exercée pour deux autres,.
Les frégates de classe Anzac sont basées sur les frégates MEKO 200 PN (ou classe Vasco da Gama) de Blohm + Voss, modifiées pour répondre aux spécifications australiennes et néo-zélandaises et pour maximiser l’utilisation d’équipements construits localement,. Chaque frégate a un déplacement de 3600 tonnes à pleine charge. Les navires mesurent 109 mètres de long à la ligne de flottaison et 118 mètres de longueur hors tout, avec une largeur de 14,8 mètres et un tirant d'eau de 4,35 mètres à pleine charge. La propulsion est de type diesel ou gaz combinés (CODOG), avec une turbine à gaz General Electric LM2500-30 de 30 172 ch (22 499 kW) et deux moteurs diesel MTU 12V1163 TB83 de 8840 ch (6590 kW) entraînant deux hélices à pas variable,. La vitesse maximale est de 27 nœuds (50 km/h) et le rayon d'action maximal est de plus de 6000 milles marins (11000 km) à 18 nœuds (33 km/h). Les navires sont environ 50 % plus grands que les autres modèles MEKO 200,,. L’équipage standard d’une frégate de classe Anzac se compose de 22 officiers et 141 marins.
Lors de la conception, l’armement principal des frégates était un canon de 5 pouces/54 calibres Mark 45, complété par un système de lancement vertical Mark 41 à huit cellules pour les missiles RIM-7 Sea Sparrow ou RIM-162 Evolved Sea Sparrow, deux mitrailleuses de 12,7 millimètres (.50 pouce) et deux ensembles de tubes lance-torpilles triples Mark 32, tirant initialement des torpilles Mark 46, mais plus tard mis à niveau pour utiliser la torpille MU90 Impact,,. Ils ont également été conçus pour, mais non dotés immédiatement, d’un système d'arme rapproché de deux Mini Typhoon, installés si nécessaire à partir de 2005, deux lanceurs de missiles antinavires Harpoon à quatre tubes (qui ont été installés sur les navires de la RAN à partir de 2005), et un deuxième lanceur Mark 41 (qui n’a pas été ajouté),,. Les frégates Anzac australiennes utilisent un hélicoptère Sikorsky S-70B-2 Seahawk. Les plans pour les remplacer par des Kaman SH-2G Super Seasprite ont été annulés en 2008 en raison de problèmes persistants,,.

## Histoire opérationnelle
Le HMAS Stuart a été mis sur cale à Williamstown, dans l’État de Victoria, le 25 juillet 1998. Le navire a été assemblé à partir de six modules de coque et de six modules de superstructure. Les modules de superstructure ont été fabriqués à Whangarei, en Nouvelle-Zélande, et les modules de coque ont été construits à Williamstown et à Newcastle, en Nouvelle-Galles du Sud, avec une intégration finale à Williamstown. Il a été lancé le 17 avril 1999, baptisé par l’épouse de l’amiral Chris Barrie, le chef de la Force de défense, et mis en service dans la RAN le 17 août 2002.
En avril 2003, le HMAS Stuart a été utilisé pour capturer le Pong Su, un cargo nord-coréen impliqué dans des opérations de trafic de drogue. Plusieurs personnes ont été arrêtées à terre dans le cadre d’une opération de la police fédérale australienne le 16 avril, mais le Pong Su a ignoré les ordres de la police de naviguer vers le port le plus proche. Le 18 avril, une vedette de la police de Nouvelle-Galles du Sud a tenté d’arrêter le navire au large d’Eden, en Nouvelle-Galles du Sud, mais n’a pas pu le faire en raison d’une mer agitée. Le HMAS Stuart a été déployé pour monter à bord et capturer le navire marchand, après avoir récupéré des marins d’autres navires pour compenser ceux partis en permission pour le week-end de Pâques, embarqué à bord un hélicoptère Seahawk et embarqué du personnel des forces spéciales du Special Air Service Regiment et de l’équipe de plongeurs démineurs. Accompagné de deux vedettes de la police, le HMAS Stuart intercepte le Pong Su le 20 avril à 90 milles marins (170 km) au large de Sydney. Les forces spéciales ont réussi à monter à bord du navire et il a été conduit jusqu’à Sydney par une équipe de prise de la RAN.
En 2004, le HMAS Stuart a été déployé dans le golfe Persique dans le cadre de l’opération Catalyst. Le 24 avril, le HMAS Stuart, le patrouilleur USS Firebolt et le croiseur USS Yorktown patrouillaient autour du terminal pétrolier d’Al Başrah (ABOT) et du terminal pétrolier de Khor Al Amaya (KAAOT), avec le commandant du HMAS Stuart exerçant le contrôle tactique sur les deux navires de guerre américains. Vers 19 h 00, un boutre a navigué dans la zone de sécurité de KAAOT. L’USS Firebolt a envoyé un RHIB pour monter à bord du boutre et ordonner au navire de s’éloigner, mais lorsque le RHIB s’est approché, le boutre a explosé. Le HMAS Stuart, à 4,1 milles marins (7,6 km), a commencé à s’approcher pour fournir de l’aide, tandis que l’hélicoptère S-70B-2 Seahawk du navire australien, qui se trouvait à 6 milles marins (11 km), se dérouta vers le site de l’explosion. Le Seahawk et un RHIB du HMAS Stuart ont commencé à aider les survivants de l’équipe d’arraisonnement de l’USS Firebolt. Comme ils éprouvaient des difficultés à hisser à bord les Américains blessés, l’opérateur des capteurs du Seahawk a plongé dans l’eau pour les aider. Les blessés ont été transportés à bord de l’USS Firebolt, puis transférés par hélicoptère et par bateau à bord du HMAS Stuart. Pendant ce temps, deux autres boutres ont tenté d’attaquer ABOT, car l’explosion du premier boutre était le prélude à une attaque coordonnée sur le terminal pétrolier, mais ont été repoussés par l’équipe de sécurité irakienne de l’installation et ont explosé avant d’atteindre leurs cibles. Trois des sept membres d’équipage à bord du RHIB de l’USS Firebolt ont été tués et les quatre autres ont été grièvement blessés. L’opérateur des capteurs du Seahawk a plus tard reçu la médaille de la bravoure pour ses actions lors de l’incident.

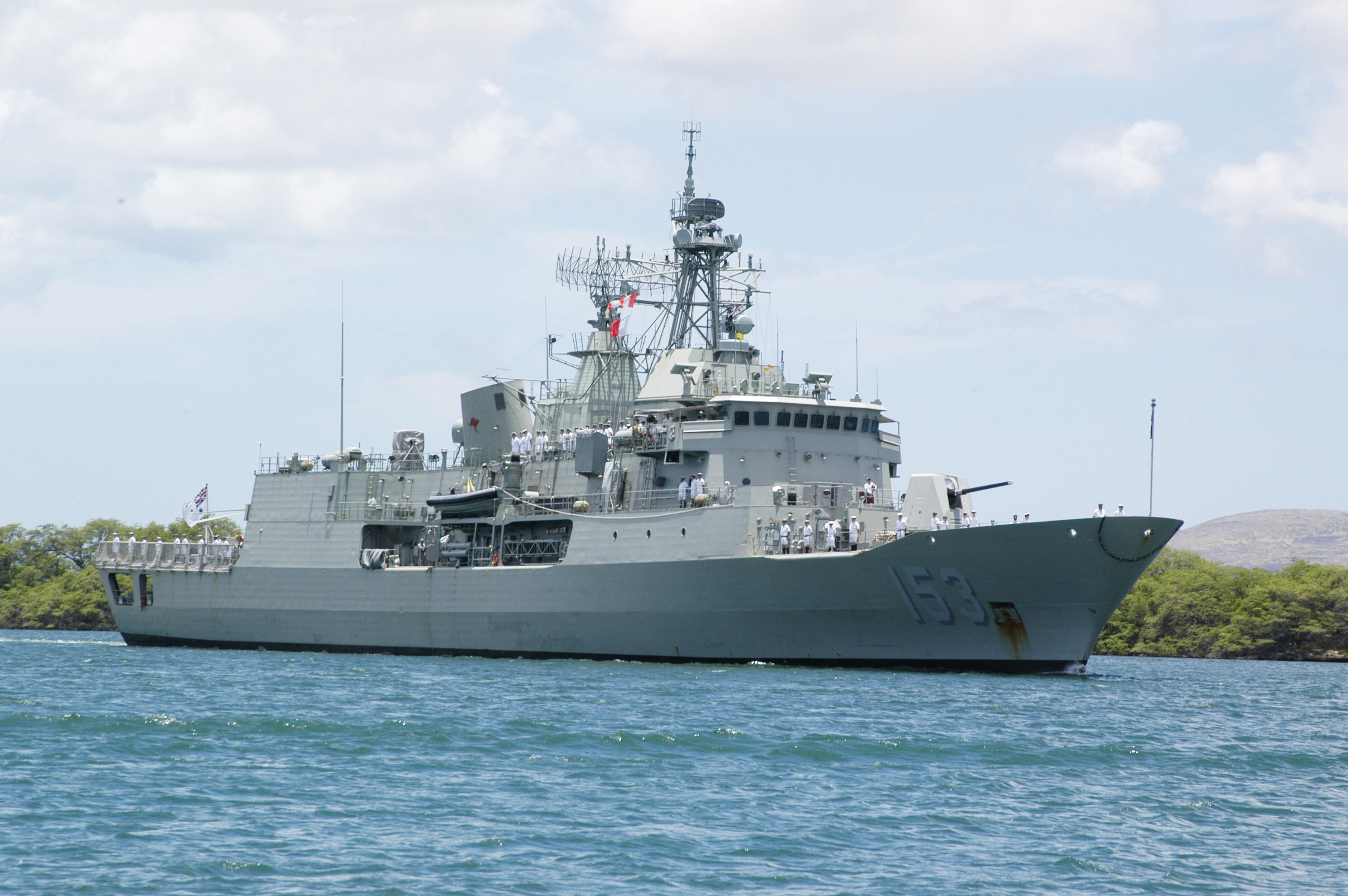
Le HMAS Stuart arrivant à Pearl Harbor, à Hawaï, en 2006, peu de temps avant de participer à l’exercice d’entraînement RIMPAC de cette année-là

En février 2006, lors d’un exercice au large des côtes australiennes, un incendie s’est déclaré à bord du HMNZS Te Mana, le navire jumeau du HMAS Stuart. L’hélicoptère Seasprite du HMNZS Te Mana a été dérouté vers le HMAS Stuart, tandis que l’incendie a été éteint par l’équipage.
Dans la matinée du 13 mars 2009, le HMAS Stuart était l’un des dix-sept navires de guerre impliqués dans une cérémonie de revue de la flotte dans le port de Sydney, le plus grand rassemblement de navires de la RAN depuis le bicentenaire de l’Australie en 1988. La frégate était l’un des treize navires participant à la cérémonie d’entrée par Sydney Heads, et a jeté l’ancre dans le port pour la revue.
Le 22 mars 2011, alors qu’il opérait au large de la Somalie dans le cadre de la Combined Task Force 151, le HMAS Stuart a mitraillé un bateau sans pilote remorqué par le MV Sinar Kudus, un porte-marchandises détourné par des pirates et opérant comme vaisseau mère,. Le bateau a été détruit. C’était la première fois qu’un navire de guerre australien tirait sur des pirates somaliens. 
Le 11 avril 2011, le HMAS Stuart a intercepté le boutre Al Shahar 75 battant pavillon yéménite. Une équipe d’abordage de la frégate a sauvé trois membres d’équipage retenus en otages, tandis que les quinze pirates somaliens, qui s’étaient rendus à l’approche du HMAS Stuart, ont été autorisés à retourner à leur bateau et à naviguer vers le rivage après que leurs armes et leur équipement aient été saisis et détruits.
En octobre 2013, le HMAS Stuart a participé à l’International Fleet Review 2013 à Sydney.
En novembre 2014, le HMAS Stuart et son sister-ship, le Parramatta, ont été déployés pour observer une force navale russe opérant dans les eaux internationales au large de l’Australie lors du sommet du G20 de 2014 à Brisbane. On pensait que le déploiement russe était une réponse aux relations récentes troublées entre les deux nations.
Le HMAS Stuart fut le dernier navire de la classe Anzac à bénéficier de la mise à niveau de sa défense antimissile antinavire (ASMD). La mise à niveau comprenait l’installation de nouveaux mâts de radar à réseau phasé CEAFAR et CEAMOUNT de CEA Technologies, d’un système de recherche et de poursuite infrarouge Vampir NG et de systèmes de radar de navigation Sharpeye, ainsi que des améliorations de l’équipement et de l’aménagement du central opérations. Les travaux ont débuté au début de 2016 et devraient être terminés d’ici 2017.
Le 6 août 2020, le HMAS Stuart a rejoint le KDB Darulehsan, le HMAS Sirius (O 266), l’USS Rafael Peralta et le RSS Supreme en route vers Pearl Harbor, à Hawaï, en préparation de l’exercice RIMPAC 2020. L’exercice RIMPAC 2020 a débuté le 17 août.
Le navire a participé à l’exercice Malabar 2024 qui s’est déroulé du 8 au 18 octobre.